# Théoclète II d'Athènes
Théoclète II, à l'état civil Theóklitos Panagiotópoulos (en grec : Θεόκλητος Παναγιωτόπουλος), est né en 1890 à Dimitsana, en Grèce et mort le 8 janvier 1962 à Athènes. C'est un prélat orthodoxe, qui a notamment exercé la charge de primat de l'Église de Grèce entre 1957 et 1967.
Après avoir été nommé évêque auxiliaire de l'archevêque d'Athènes Chrysostome Ier en 1924, il devient métropolite du diocèse de Kalávryta et Égialée en 1931. Transféré au diocèse de Patras en 1944, il est finalement élu archevêque-primat d'Athènes et de toute la Grèce en 1957. En 1958, il interdit la participation du clergé aux élections législatives.